# Calcio agli VIII Giochi panamericani

L'ottava edizione del torneo di calcio ai Giochi panamericani si è svolta a San Juan, in Porto Rico, dal 2 al 14 luglio 1979. Le Nazionali partecipanti sono nove, due affiliate alla CONMEBOL e sette alla CONCACAF. A vincere la competizione fu il Brasile.

## Incontri

### Gruppo A
| Squadra    | P | G | V | N | S | GF | GS | DR |
| ---------- | - | - | - | - | - | -- | -- | -- |
| Argentina  | 4 | 2 | 2 | 0 | 0 | 3  | 0  | +3 |
| Costa Rica | 2 | 2 | 1 | 0 | 1 | 3  | 2  | +1 |
| Bermuda    | 0 | 2 | 0 | 0 | 2 | 1  | 5  | -4 |

| Argentina  | 1 - 0 | Costa Rica |
| Argentina  | 2 - 0 | Bermuda    |
| Costa Rica | 3 - 1 | Bermuda    |

### Gruppo B
| Squadra   | P | G | V | N | D | GF | GS | DR |
| --------- | - | - | - | - | - | -- | -- | -- |
| Brasile   | 4 | 2 | 2 | 0 | 0 | 3  | 0  | +3 |
| Cuba      | 1 | 2 | 0 | 1 | 1 | 2  | 3  | -1 |
| Guatemala | 1 | 2 | 0 | 1 | 1 | 2  | 4  | -2 |

| Brasile | 1 - 0 | Cuba      |
| Brasile | 2 - 0 | Guatemala |
| Cuba    | 2 - 2 | Guatemala |

### Gruppo C
| Squadra         | P | G | V | N | S | GF | GS | DR |
| --------------- | - | - | - | - | - | -- | -- | -- |
| Stati Uniti     | 4 | 2 | 2 | 0 | 0 | 9  | 1  | +8 |
| Porto Rico      | 2 | 2 | 1 | 0 | 1 | 2  | 3  | -1 |
| Rep. Dominicana | 0 | 2 | 0 | 0 | 2 | 0  | 7  | -7 |

| Stati Uniti | 3 - 1 | Porto Rico      |
| Stati Uniti | 6 - 0 | Rep. Dominicana |
| Porto Rico  | 1 - 0 | Rep. Dominicana |

### Secondo turno

#### Gruppo A
| Squadra    | P | G | V | N | S | GF | GS | DR |
| ---------- | - | - | - | - | - | -- | -- | -- |
| Brasile    | 4 | 2 | 2 | 0 | 0 | 8  | 1  | +7 |
| Costa Rica | 2 | 2 | 1 | 0 | 1 | 5  | 3  | +2 |
| Porto Rico | 0 | 2 | 0 | 0 | 2 | 0  | 9  | -9 |

| Brasile    | 3 - 1 | Costa Rica |
| Brasile    | 5 - 0 | Porto Rico |
| Costa Rica | 4 - 0 | Porto Rico |

#### Gruppo B
| Squadra     | P | G | V | N | S | GF | GS | DR |
| ----------- | - | - | - | - | - | -- | -- | -- |
| Cuba        | 3 | 2 | 1 | 1 | 0 | 5  | 0  | +5 |
| Argentina   | 3 | 2 | 1 | 1 | 0 | 4  | 0  | +4 |
| Stati Uniti | 0 | 2 | 0 | 0 | 2 | 0  | 9  | -9 |

| Cuba      | 0 - 0 | Argentina   |
| Cuba      | 5 - 0 | Stati Uniti |
| Argentina | 4 - 0 | Stati Uniti |

### Finale 3º-4º posto
| Arbitro: | Dino Soupliotis |

|                                   |           |  |
| Mastrosimone 42’ Vasta 61’ (aut.) | Marcatori |  |

### Finale
| Arbitro: | Gastón Castro |

| |            | |
| Vágner Basílio Silva Gilcimar | Marcatori  | |
| · Luís Henrique P · Waldoir D · Luís Cláudio D · Vágner Basílio D · Édson D · Vítor C · Cléo C · Jérson C · Gilcimar C · Silva A · Silvinho A · Cristóvão A | Formazioni | · P Reinoso · D López · D Mestre · D Frometa · D Sánchez · D Roldán · D Maya · C Lara · C Nunes · C Dreke · A Delgado · A Masso · A Pereira |
| Travaglini | Allenatori | ? |

## Vincitore
| Vincitore              |
| ---------------------- |
| Brasile Medaglia d'oro |